# كانون 5 دي مارك 2
كانون 5 دي مارك 2 (بالإنجليزية: 5D Mark II)‏ هي كاميرا احترافية 21.1 ميجا بيكسل من إنتاج شركة كانون والتي طرحت في الأسواق في سبتمر 2008
1. ↑  "Canon EOS 5D mark II — Specifications". مؤرشف من الأصل في 2010-06-19. اطلع عليه بتاريخ 2009-04-05.